# David Michael Metcalf
David Michael Metcalf (* 8. Mai 1933; † 25. Oktober 2018) war ein britischer Numismatiker.

## Leben
Metcalf wurde an der Universität Cambridge mit einer Dissertation zum mittelalterlichen Geldumlauf auf dem Balkan promoviert. Er war seit 1963 am Ashmolean Museum in Oxford tätig, seit 1971 „assistant Keeper“ für byzantinische und frühmittelalterliche Münzen, und war dort von 1982 bis 1999 Leiter des Heberden Coin Room. Außerdem wurde er 1996 erster Professor für Numismatik der Universität Oxford am Wolfson College, wo er seit seiner Emeritierung den Titel Professor emeritus führte.
Seine Arbeitsschwerpunkte lagen im frühen und hohen Mittelalter, Byzanz, den Kreuzfahrerstaaten und auf dem Balkan. Er schrieb mehrere Monographien und zahlreiche Aufsätze. Zehn Jahre leitete er die Redaktion der Zeitschrift The Numismatic Chronicle der Royal Numismatic Society und amtierte 1994 bis 1999 als deren Präsident.
1983 erhielt er die „John Sanford Saltus Gold Medal“ der British Numismatic Society, 1987 die Medaille der Royal Numismatic Society und 1991 die Huntington Medal der American Numismatic Society. 2007 wurde er Ehrenmitglied der Royal Numismatic Society und bekam den Meshorer Numismatic Prize des Israel Museum und 2008 den Derek Allen Prize der British Academy. Weitere Auszeichnungen erhielt er in Frankreich, den Niederlanden, Griechenland, Zypern und Norwegen.